# ダネット・ヤング=ストーン
ダネット・ヤング=ストーン（Dannette Young-Stone、1964年10月9日 - ）はアメリカ合衆国の元陸上競技選手。専門は短距離走。80年代前期から90年代中期にかけて活躍した選手である。主に200mを中心に活躍していたが、100mと400mでも世界トップレベルの実力がある。オリンピックや世界陸上では決勝の常連で、個人種目でメダルを獲得することはなかったが、4×400mリレーでは1992年バルセロナオリンピックで銀メダルを獲得している。

## 主な実績
| 年   | 大会                   | 場所                         | 種目         | 結果     | 記録      |
| ---- | ---------------------- | ---------------------------- | ------------ | -------- | --------- |
| 1991 | 世界陸上競技選手権大会 | 東京(日本)                   | 200m         | 6位      | 22秒87    |
| 1991 | 世界陸上競技選手権大会 | 東京(日本)                   | 4×100mリレー | 途中棄権 |           |
| 1992 | オリンピック           | バルセロナ(スペイン)         | 4×400mリレー | 銀       | 3分20秒66 |
| 1993 | 世界陸上競技選手権大会 | シュトゥットガルト(ドイツ)   | 200m         | 8位      | 23秒05    |
| 1994 | グッドウィルゲームズ   | サンクトペテルブルク(ロシア) | 200m         | 4位      | 22秒73    |
| 1994 | グッドウィルゲームズ   | サンクトペテルブルク(ロシア) | 4×100mリレー | 金       | 42秒98    |

## 記録
- 100m - 11秒06  (1996年）
- 200m - 22秒18  (1996年）
- 400m - 50秒46  (1992年）